# Dynastia Liu Song
Dynastia Liu Song (chiń. upr. 刘宋朝; chiń. trad. 劉宋朝; pinyin Liú Sòng Cháo; Wade-Giles Liu Sung Ch’ao), właściwie Dynastia Song (宋朝) – dynastia panująca w południowych Chinach w latach 420–479.

## Geneza
Od końca IV wieku dominującą siłą wojskową w państwie Jin były tzw. Oddziały Dowództw Północnych (bei fu bing), armia złożona z doborowych żołnierzy, która dowiodła swojej wartości zatrzymując inwazję Wcześniejszego Qin w bitwie nad rzeką Fei w roku 383. W roku 399 w regionie Zatoki Hangzhou i Jeziora Tai wybuchła rebelia arystokraty Sun Ena, i ówczesny dowódca Oddziałów Dowództw Północnych, Liu Laozhi, został skierowany do jej tłumienia. Sun En został ostatecznie pokonany w roku 402 i Liu Laozhi otrzymał wówczas rozkaz zaatakowania innego buntownika, Huan Xuana, który wykorzystując rebelię Sun Ena opanował ziemie w górnym biegu Jangcy, włącznie z terenami dzisiejszych prowincji Hunan, Hubei, Syczuan i Jiangxi. Huan Xuan zaatakował pierwszy, a Liu Laozhi zamiast z nim walczyć przeszedł na jego stronę. Mając po swojej stronie Oddziały Dowództw Północnych, Huan Xuan łatwo opanował stołeczny Jiankang (obecnie Nankin), po czym odebrał Liu Laozhi jego dowództwo i zmusił go do samobójstwa. Pod koniec 403 roku Huan Xuan ogłosił się cesarzem nowej dynastii Chu. Te posunięcia nie były jednak popularne wśród weteranów Oddziałów Dowództw Północnych i w drugim miesiącu roku 404 dawny adiutant Liu Laozhi, Liu Yu, który po raz pierwszy wsławił się przy okazji walk z rebelią Sun Ena, podniósł bunt w Jingkou (obecnie Zhenjiang) i wyruszył na Jiankang. Huan Xuan uciekł do swej dawnej bazy w Jiangling, po czym zebrawszy znaczne siły powrócił w dół Jangcy. Do decydującego starcia doszło w pobliżu wyspy Zhengrong, nieopodal dzisiejszego miasta Ezhou, gdzie flota Liu Yu pokonała flotę Huan Xuana, który wkrótce zginął w trakcie ucieczki z ręki jednego ze swoich zwolenników. Cesarz An (397–418) powrócił na tron, „ale od tego czasu Liu Yu był prawdziwym panem dworu Jin”.
Liu Yu należał do mało znaczącej arystokratycznej rodziny i swoją pozycję w całości zawdzięczał poparciu, jakim cieszył się wśród Oddziałów Dowództw Północnych. Nauczony przykładem nieudanego przejęcia cesarskiej władzy przez Huan Xuana przygotowywał on grunt pod założenie własnej dynastii w sposób stopniowy i systematyczny. W tym celu powierzył regionalne dowództwa armii swoim braciom i synom oraz promował wyróżniających się ludzi o niskim urodzeniu, osłabiając tym samym wpływy uprzywilejowanych rodów związanych z dworem. Na północy ustanowił własne okręgi administracyjne dla swoich faworytów; w tym celu zniósł niektóre „okręgi na wygnaniu”, biorące swoją nazwę od dawnych jednostek administracyjnych cesarstwa Jin na północy, których zarejestrowani członkowie byli zwolnieni z obciążeń wobec państwa, ale z reguły w zamian musieli walczyć zbrojnie pod przywództwem tytularnej głowy okręgu. Pozycja Liu Yu nie pozostawała niezagrożona. W roku 410, wykorzystując jego obecność na północy, namiestnik Kantonu Lu Xun podniósł bunt i zaatakował Jiankang, został jednak pokonany przez szybko zawróconą z północy armię. Z kolei w roku 412 Liu Yu zwyciężył swojego dawnego kolegę Liu Yi, który zainstalował się w dawnej bazie Huan Xuana, Jianglingu. Większość akcji wojskowych Liu Yu była jednak skierowana na północ. W latach 409–410 zniszczył on Południowe Yan, a w latach 416–417 Późniejsze Qin, zajmując kluczowe miasta północy, włącznie z Luoyangiem i Chang’anem (dzis. Xi’an). Jego linie zaopatrzenia były jednak napięte i nie zamierzał on rozluźniać kontroli nad przebywającym w Jiankangu cesarzem, stąd powrócił do niego, pozostawiając na północy jedynie niewielkie siły, które w 418 zostały zniszczone przez państwo Xia. Dopiero w roku 420, niedługo po śmierci cesarza Ana, Liu Yu wstąpił na tron cesarski.

## Rządy
Nowa dynastia otrzymała nazwę Song, jednak w dzisiejszej historiografii zazwyczaj używa się w stosunku do niej nazwy Liu Song, powstałej z dołączenia do jej oryginalnej nazwy nazwiska rodu panującego, dla odróżnienia od późniejszej dynastii Song (panującej w latach 960–1279). Liu Yu, który przeszedł do historii jako cesarz Wu, zmarł w roku 422 i jego małoletni syn Liu Yifu (cesarz Shao, 422–424) znalazł się pod opieką regentów, którzy w roku 424 zamordowali go i wprowadzili na tron jego brata, Liu Yilonga (cesarz Wen, 424–453). W ciągu dwóch lat nowy cesarz usamodzielnił się eliminując regentów, a jego niemal trzydziestoletnie panowanie było okresem wewnętrznego spokoju rzadko spotykanego wśród dynastii południowych. Ta stabilizacja pozwoliła dynastii Liu Song na podjęcie agresywnych kroków na dwóch frontach. Pierwszym z nich były walki z ludem Man, wśród którego znajdowało się wielu Chińczyków chcących uniknąć ciężarów nakładanych przez państwo, tak że konflikt ten miał wymiar raczej polityczny, niż etniczny, będąc walką pomiędzy tymi którzy podporządkowali się cesarstwu oraz tymi którzy mu się przeciwstawiali. Wojna z Manami trwała wiele lat i miała na celu przede wszystkim zdobycie nowego terytorium do zasiedlenia oraz pojmanie niewolników mogących służyć w cesarskim wojsku – podczas jednej tylko karnej kampanii roku 449–450 Chińczycy zagarnęli 28 tysięcy jeńców. Drugim kierunkiem agresji dynastii Liu Song w tym okresie była północ, na którą skierowano dwie wyprawy, w roku 430 i 450. W trakcie pierwszej z nich, stutysięczna armia Songów zmusiła siły Północnej dynastii Wei do wycofania się na północny brzeg Huang He, jednak w roku 431 wojska Tuoba podjęły kontratak i odbiły Luoyang wraz z innymi strategicznymi punktami, po pokonaniu odsieczy Songów ostatecznie zdobywając twierdzę Huatai położoną na południowym brzegu rzeki, w dzisiejszej prowincji Szantung. Druga próba opanowania północnego Henanu przez Wendi przypadła na moment kiedy cesarz Wei, Taiwu, (423–452), sam przygotowywał się do inwazji na południe. Pozwolił on na oblężenie Huatai przez siły Liu Song, by następnie rozbić armię oblegających podczas odwrotu. 1 lutego 451 roku armia Taiwudi osiągnęła północny brzeg Jangcy, niedaleko od stołecznego Jiankangu. W przeciwieństwie do Wendi, Taiwudi nie posiadał jednak floty rzecznej i nie mogąc przeprawić się przez rzekę musiał zawrócić na północ. Niemniej ofensywa Wei doprowadziła do znacznych przemieszczeń ludności i miała rujnujący wpływ na gospodarkę południa i „jest czasami identyfikowana jako kluczowy punkt zwrotny w którym równowaga sił przechyliła się zdecydowanie na korzyść północy”.
Wendi, czując się zagrożony przez swojego brata Liu Yikanga, doprowadził do jego śmierci w roku 451, tylko po to by dwa lata później zostać zabitym przez swojego syna Liu Shao (453). Ten ostatni rozpoczął proces eliminacji członków rodu cesarskiego nielojalnych w stosunku do siebie, by wkrótce zostać obalonym przez siły opozycji skupione wokół jego brata Liu Juna (cesarz Xiaowu (453–464), który wcześniej prowadził kampanie przeciwko Manom. Próba odsunięcia wuja Xiaowudi od namiestnictwa ważnej prowincji Jing w środkowym biegu Jangcy doprowadziła do jego buntu w roku 454, który jednak został stłumiony. Następne lata panowania Xiaowudi przyniosły śmierć wielu innym członkom jego rodziny, których podejrzewał o zdradę. By kontrolować pozostałych przy życiu namiestników wywodzących się z rodu cesarskiego cesarz zaczął im przydzielać specjalnych urzędników, dianqian, którzy mieli służyć jako jego szpiedzy. Po śmierci Xiaowudi w roku 464 szybko okazało się, że jego syn Liu Ziye (cesarz Qianfei, 464–465) nie jest mniej okrutny niż ojciec. Jego postępowanie doprowadziło do wybuchu rebelii i zimą 465 roku Qianfeidi został obalony przez pucz, który postawił na czele cesarstwa jego wuja Liu Yu (cesarz Ming, 465–472), jednego z wielu młodszych braci Xiaowudi. Władza Mingdi natychmiast spotkała się z zorganizowanym oporem sił skupionych wokół dziesięcioletniego brata Qianfeidi, Liu Zixuna, którego popierało wielu jego braci dzierżących namiestnictwa prowincji. Ponieważ Mingdi miał po swej stronie większość swoich braci, konflikt ten stał się znany jako „wojna wujów i bratanków”. Jedną z motywacji buntu Liu Zixuna mogło być rzeczywiście odsunięcie od władzy linii Xiaowudi. Mimo że w pewnym momencie Mingdi w pełni kontrolował tylko jedną komanderię, ostatecznie to on zwyciężył w trwających ponad rok walkach. Mingdi był nie mniej okrutny niż jego poprzednicy i po doprowadzeniu do śmierci całego potomstwa Xiaowudi, podczas swojego panowania wyeliminował jeszcze czterech z pięciu swoich braci. Po śmierci Mingdi w 472 tron objął jego dziewięcioletni syn Liu Yu (cesarz Houfei, 472–477), zaś rzeczywista władza stała się przedmiotem rywalizacji pomiędzy dwoma wpływowymi dowódcami, Shen Youzhi i Xiao Daochengiem. Siłom Xiao Daochenga w roku 474 udało się stłumić bunt ostatniego żyjącego brata Mingdi, Liu Xiufana, i stał się on w ten sposób dominującą siłą na dworze. Kiedy w roku 477 Xiao Daocheng zdjął z tronu Houfeidi i zastąpił go jego młodszym jeszcze bratem, Liu Zhunem (cesarz Shun, 477–479), sprawujący namiestnictwo Jianglingu Shen Youzhi podniósł bunt, został jednak pokonany. Po tym wydarzeniu w roku 479 Xiao Daocheng sam przyjął tytuł cesarski, zakładając nową dynastię Qi, która zastąpiła dynastię Liu Song.